# Nertscha
Die Nertscha (russisch Нерча) ist ein 580 Kilometer langer linker Nebenfluss der Schilka in Transbaikalien (Russland, Asien).

## Verlauf
Die Nertscha entsteht in etwa 990 m Höhe im Gebirgszug Oljokminski Stanowik im nordöstlichen Teil des Jablonowygebirges, das hier die Wasserscheide zur Oljokma und damit dem Flusssystem der Lena darstellt, aus den jeweils gut zehn Kilometer langen Quellbächen Nördliche Nertscha (Sewernaja Nertscha) und Südliche Nertscha (Juschnaja Nertscha). Beide entspringen in etwa 1300 m Höhe an der Westflanke des Berges Gora Tschernyschowa (1672 m).
Die Nertscha wendet sich zunächst in südwestliche Richtungen und durchfließt zumeist mäandrierend in einem weiten Tal die sich nördlich der Schilka erstreckenden Mittelgebirge, südöstlich des Hauptkammes des Tscherskigebirges (nicht zu verwechseln mit dem gleichnamigen Tscherskigebirge in Nordostsibirien). Später wendet sie sich in mehr südsüdöstliche Richtung, wobei sich das Tal abschnittsweise verengt. Schließlich mündet der Fluss in 465 m Höhe in den Amur-Quellfluss Schilka.
Wichtigste Nebenflüsse sind der Nertschugan von links sowie Akima und Uldurga von rechts. In ihrem gesamten Verlauf durchfließt die Nertscha die Region Transbaikalien.

## Hydrographie
Das Einzugsgebiet der Nertscha umfasst 27.500 km². In Mündungsnähe erreicht der Fluss eine Breite von über 200 Meter bei nur gut einem Meter Tiefe; die Fließgeschwindigkeit beträgt 0,5 m/s.
Die Nertscha gefriert von Oktober bis Ende April/Anfang Mai, wobei sie von Januar bis April bis zum Grund durchfriert. Von Mai bis Oktober führt sie Hochwasser. Die Wasserführung in Mündungsnähe beträgt im Jahresdurchschnitt 90 m³/s.

## Infrastruktur und Wirtschaft
Die Nertscha ist nicht schiffbar, wurde aber früher für die Holzflößerei genutzt.
Das von der Nertscha im Oberlauf durchflossene Gebiet ist nur dünn besiedelt, erst ab dem Mittellauf gibt es einige Orte am Fluss. Etwa sieben Kilometer oberhalb der Mündung liegt die nach dem Fluss benannte Kleinstadt Nertschinsk, eine der ältesten in Transbaikalien. An der Nertschamündung liegt die Siedlung städtischen Typs Priiskowy, wo sich die Station Priiskowaja der Transsibirischen Eisenbahn befindet (Streckenkilometer 6490 ab Moskau; von hier führt eine Güteranschlussstrecke einige Kilometer über Nertschinsk hinaus entlang der Nertscha). Die Transsib überquert den Fluss wenige hundert Meter oberhalb seiner Mündung in die Schilka.
Das Gebiet am Unterlauf ist auch durch Straßen relativ gut erschlossen; von Nertschinsk führen Regionalstraßen nach Sretensk, Balei und Aginskoje. Der seit längerem fertiggestellte Abschnitt Tschita–Tschernyschewsk der in Bau befindlichen M58 Amur nach Chabarowsk, Teil der transsibirischen Straßenverbindung, überquert den Fluss beim Dorf Snamenka, etwa 30 Kilometer nordwestlich von Nertschinsk.
Das Nertschatal war bis in die zweite Hälfte des 20. Jahrhunderts bedeutendes Goldfördergebiet, jedoch ist diese Bedeutung seither zugunsten anderer Gebiete Russlands verloren gegangen.